# Як пограбувати банк (фільм, 2026)
«Як пограбувати банк» (англ. How to Rob a Bank) — прийдешній фільм про пограбування 2026 року режисера Девіда Літча виробництва Amazon MGM Studios. У ролях: Ніколас Голт, Зої Кравітц, Анна Савай, Піт Девідсон, Рензі Феліз, Майкл Гандольфіні та Джон К. Рейлі.

## Синопсис
Банда грабіжників використовує соціальні мережі для документування пограбувань, що призводить до переслідування з боку поліції.

## Акторський склад
| Актор             | Роль |
| ----------------- | ---- |
| Ніколас Голт      |      |
| Зої Кравітц       |      |
| Анна Савай        |      |
| Піт Девідсон      |      |
| Рензі Феліз       |      |
| Майкл Гандольфіні |      |
| Джон Рейлі        |      |

## Виробництво
Марк Біанкуллі написав сценарій фільму про пограбування та протягом кількох років почав його розробляти разом із Imagine Entertainment. Зрештою, Девіда Літча було призначено режисером та продюсером зі своєї продюсерської компанії 87North Productions, коли до проєкту також приєдналася Amazon MGM Studios. Ніколас Голт отримав головну роль у березні 2025 року, згодом до акторського складу доєдналася Анна Савай, а Піт Девідсон розпочав переговори щодо приєднання наступного місяця. Участь Девідсона була підтверджена у травні, також до акторського складу приєдналися Рензі Феліз та Зої Кравіц. Джон К. Рейлі долучився до акторського складу в червні.
Основні зйомки розпочалися у червні 2025 року в Піттсбурзі.

## Реліз
Вихід у США заплановано на 4 вересня 2026 року.